# Nakaoka Maiko
Nakaoka Maiko (中岡 麻衣子, sinh ngày 15 tháng 2 năm 1985) là một cựu cầu thủ bóng đá nữ người Nhật Bản.

## Đội tuyển bóng đá nữ quốc gia Nhật Bản
Nakaoka Maiko thi đấu cho đội tuyển bóng đá nữ quốc gia Nhật Bản từ năm 2005 đến 2007.

## Thống kê sự nghiệp
| Nhật Bản  | Nhật Bản | Nhật Bản |
| Năm       | Trận     | Bàn      |
| --------- | -------- | -------- |
| 2005      | 3        | 0        |
| 2006      | 10       | 0        |
| 2007      | 1        | 0        |
| Tổng cộng | 14       | 0        |